# Francesco Vecchione
Francesco Vecchione (* 1982 in Neapel, Italien) ist ein italienischer Tänzer und Choreograf.

## Biografie
Francesco Vecchione erhielt seine Ausbildung beim Ballet Teatro Scuola Rossella Rossi in Neapel sowie bei der Academie de Danse Classique Princesse Grace in Monte-Carlo, Monaco. Er tanzte unter anderem mit dem Ballet Basel, dem Nederlands Dans Theater in Den Haag, der Donlon Dance Company in Saarbrücken, der spanischen Compañía Nacional de Danza und dem Ballett des Saarländischen Staatstheaters.
Als Choreograf und Probenleiter arbeitete er unter anderem für das Saarländische Staatstheater, DDC Berlin und das Theater Hagen. Seit 2021 ist er Probenleiter für die Dance Company Osnabrück. Vecchione schuf mehrere Werke für Tanz und Oper, darunter Choreografien für die Oper Orfeo ed Euridice und für das Ballett Jurema am Theater Hagen sowie für die Produktion Hidalgo Rape & Culture des Hidalgo Festivals in München.
Er hat Lehrtätigkeiten an der Hochschule Osnabrück und an der Hochschule für Musik und Darstellende Kunst Frankfurt ausgeübt.

## Auszeichnungen
- 2019: Einladung zur Tanzsaison des Teatro Biblioteca Quarticciolo (mit der Choreographie Clavos)
- 2015: Sponsorclub-Preis als bester Tänzer (für die Hauptrolle in Peer Gynt von Stijn Celis)[5]
- 2015: Erster Preis Castilla y Leon beim Choreographischen Wettbewerb von Burgos-New York (mit der Choreographie Anna)